# Aeromere
Aeromere è stata un'azienda aeronautica italiana fondata a Trento nel 1957 che costruiva l'aereo Aviamilano F.8 Falco per il mercato statunitense e l'aliante Aeromere Pegaso M-100 per i club di volo a vela italiani, oltre alle motociclette Capriolo.

## Storia
L'azienda nasce da uno stabilimento della Caproni, l'Aero Caproni S.p.a d'Arco che, alla morte di Gianni Caproni nel 1957, passò alla Provincia Autonoma di Trento e che produceva dal 1950 la gamma di motociclette Capriolo. Per garantire il mantenimento di questa attività, nel 1957 lo stabilimento fu riorganizzato come Aero Meccanica Regionale (Aeromere), marchio depositato nel 1960.
Sfruttando il patrimonio aeronautico della Caproni, Aeromere cercò di diversificarsi producendo una serie di 60 aerei biposto, gli Aeromere Super Falco. Nel 1958 l'azienda diventa Aero Mere e passa alla produzione di alianti, costruendo l'Aeromere Pegaso M 100.
Nel 1960, con il mercato italiano delle moto in forte declino, l'azienda iniziò a costruire anche piccoli motoscafi in legno.
Nel 1962 lo stabilimento chiude e la proprietà passa alla Hurth Italiana S.p.A.
La produzione del Super Falco verrà presa in carico dal gruppo Laverda.